# Chlorita santolinae
Chlorita santolinae är en insektsart som först beskrevs av Ribaut 1936.  Chlorita santolinae ingår i släktet Chlorita och familjen dvärgstritar.
Artens utbredningsområde är Frankrike. Inga underarter finns listade i Catalogue of Life.